# چک شادی
چک شادی (به انگلیسی: Chak Shadi) یک روستا در پاکستان است که در ناحیه جهلم واقع شده‌است.